# Landgericht Holzminden
Das Landgericht Holzminden war ein braunschweigisches Landgericht mit Sitz in Holzminden.

## Geschichte
In Holzminden bestand bis 1879 das Kreisgericht Holzminden, welches für den Kreis Holzminden zuständig war. Im Rahmen der Reichsjustizgesetze wurden reichsweit einheitlich Oberlandes-, Land- und Amtsgerichte gebildet. Im Herzogtum Braunschweig entstand so das Oberlandesgericht Braunschweig und die Landgerichte Braunschweig und Holzminden. Das Landgericht Holzminden war für die Kreise Holzminden und Gandersheim zuständig. Dem Landgericht Holzminden waren acht Amtsgerichte zugeordnet. Dies war die Amtsgerichte Eschershausen, Gandersheim, Greene, Holzminden, Lutter, Ottenstein, Seesen und Stadtoldendorf. Das Landgericht war für 86.022 Gerichtseingesessene zuständig. Am Gericht war ein Präsident, ein Direktor und vier Landrichter beschäftigt.

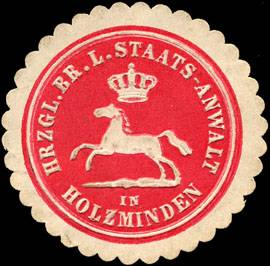
Siegelmarke der Staatsanwaltschaft am Landgericht Holzminden

Bereits 1890 wurde das Landgericht Holzminden aufgehoben und sein Sprengel dem Landgericht Braunschweig überwiesen, welches damit das einzige Landgericht im Herzogtum war.

## Richter
- Friedrich Theodor Wolff (Präsident von 1879 bis 1888)